# 蓬莱19-3油田溢油事故
蓬莱19-3油田溢油事故（或“2011年渤海湾油田溢油事故”）是指中海油与美国康菲合作开发的渤海蓬莱19-3油田自2011年6月中上旬以来发生油田溢油事件，这也是近年来中国内地第一起大规模海底油井溢油事件。据康菲石油中国有限公司（简称“康菲”）统计，共有约700桶原油渗漏至渤海海面，另有约2,500桶矿物油油基泥浆渗漏并沉积到海床。国家海洋局表示，这次事故已造成5,500平方公里海水受污染，大致相当于渤海面积的7％。
9月5日，事发近3个月后康菲宣布油田全部停产。国家海洋局北海分局则表示已完成四次大规模的生态调查工作，基本上掌握此次溢油对水质、沉积物和生物生态的影响。国家海洋局初步调查结果认为这是一起完全可避免的责任事故。国土资源部地质勘查司副司长陈先达等多位权威专家指出，这起事故完全是责任心缺失下的低级人为失误。C平台达到29口之多的海上钻井数量太多，进一步增加油层压力，导致井涌发生。

## 事态进展
- 6月4日，康菲发现并报告国家海洋局，蓬莱19-3油田东北方向650米的海面发现少量油膜带，相应的海底出现溢油点。国家海洋局方面经过化验分析等鉴定结果显示，溢油源于蓬莱19-3油田。
- 6月17日，C平台发生井涌，平台及附近海域发现大量溢油。
- 6月21日，微博上出现漏油事故的消息，引起了媒体的关注和报道。
- 7月1日，中海油首次证实漏油事故，称渗漏点已得到控制，并称泄漏范围只涉及200平方米左右，遭到专家及媒体质疑。
- 7月3日，据中海油内部人士透露，渤海湾漏油事故已基本处理完毕，由于泄露范围比较小，只涉及200平米左右，对事故海域及相关环境影响较小。没有人员受伤，没有任何关于野生生物、渔业或航运不利影响的报告。
- 7月4日，康菲已回收含油水混合物近70立方米，事故导致840平方公里的海域一夜之间从1类水质变为4类水质。
- 7月5日，国家海洋局召开发布会通报漏油事故。漏油致840平方公里海域水质被污染，对周边海域造成危害，已对涉事公司立案。
- 7月13日，B、C平台被令停产，中海油的原油净产量每天减少约2.2万桶。
- 7月15日，漏油事故海域出现赤潮[3]。
- 8月13日，康菲表示，在蓬莱油田C平台周边海底进行潜水探查时，发现还有剩余的来自6月17日井涌事故所溢出的矿物油油基泥浆，这使得矿物油油基泥浆溢出总量增加到2,500桶，远超此前1,500桶的预期[3]。
- 8月19日，国家海洋局联合国土资源部、环境保护部、交通运输部、农业部、安监总局、国家能源局组成联合调查组，并于在北京召开专题会议，分别听取康菲公司和中海油总公司关于蓬莱溢油事故情况汇报。康菲（中国）当日向国家海洋局北海分局承认，在蓬莱19-3油田C平台北侧15米范围内发现9处海底油污渗漏点[4]。“中国海监15”“中国海监18”船和“海监B-3807”飞机巡航监视发现，蓬莱19-3油田海域有3处油膜覆盖区域，油膜长度从5公里到10公里不等，宽度50米到100米，分布的海域范围达1.35平方公里，总体呈现银灰色和彩虹色、局部呈兰/棕色。蓬莱19-3油田附近海域表层海水石油类浓度平均为53.0ug/L，较前几日监测结果有所升高。C平台附近海底油污清理现场海水环境受到石油类污染，石油类浓度较前几日有所升高。国家海洋局北海分局属各中心站、海监支队和环渤海三省一市地方海监、监测机构，继续对环渤海岸线及近岸海域巡视，未发现新油污登陆。
- 8月24日，由中华环保联合会、盈科律师事务所联合举办的渤海溢油污染专题研讨会。盈科律师事务所发起成立了“环渤海水产养殖维权律师团”，为当地的养殖户提供法律援助，开展公益维权活动。继2011年8月初取得乐亭县一百多位海参养殖户授权委托维权之后，2011年8月13日，盈科律师团赵京慰律师、文蔚冰律师、刘宏辉律师在中央电视台社会与法制栏目记者的现场见证下，接受了昌黎县团林乡五十余位扇贝养殖户授权委托维权。截止目前，盈科律师团已经取得了河北乐亭、昌黎两地近200养殖户的委托授权，为其免费代理养殖户推进维权活动。
- 8月25日，被国家海洋局北海分局相关设备抓住“现行”后，康菲被迫承认，C平台附近海床又发现新的油污（含油基泥浆）渗漏点，前后共16个。
- 8月28日，财新《新世纪》记者在河北昌黎采访养殖户时就发现，当地政府目前并不十分支持渔民的索赔行动。
- 8月30日，接受国家海洋局委托的四家律师事务所的相关律师，拿到了国家海洋局提供的相关书面资料。律师们未来的主要职责，是为国家启动的生态索赔提供法律帮助。面对民间的呼声，国家海洋局罕见地表态称，除了国家海洋局，其他有关方，包括沿海16个省市政府和当地的养殖业户、渔民个人，都有权利向事故责任方索赔。
- 8月31日，康菲公关人员称，公司已经完成“两个彻底”，并向国家海洋局提交报告，B、C平台的溢油原因已经查明，同时彻底封堵了溢油源。截至8月31日，B平台附近海域集油罩内液体累计回收总量约305立方米，累计污油量约28升。C平台累计清理海底油基泥浆406.5立方米。
- 9月2日，国家海洋局下达了蓬莱19-3油田全面停产通知，责令全油田停止回注、停止钻井、停止油气生产。[5]
- 9月5日，康菲称已完成停止蓬莱19-3油田的钻井、注水及生产作业的程序，共计231口井停止作业。北京华城律师事务所律师贾方义向山东省公安厅、山东省人民检察院和国家海洋局分别递交公开信，要求国家海洋局向刑事司法机关对康菲公司提出控告，启动刑事司法调查程序，使刑事司法机关迅速介入该起事故调查。

## 原因
中海油一人士证实，郯庐断裂带的确从蓬莱19-3下经过。资料显示，北东向的郯庐断裂带活动较为频繁，曾在1975年引起海城地震、1668年引起郯城大地震。除郯庐断裂带，渤海底部还有另外一条著名地震带，即曾引发香河大地震的北西向断裂带。此次溢油事故，最棘手的即是B平台附近原本呈天然闭合状态的海底地层断裂带，在采油压力之下突然裂开，真正溢油点难以寻找，进而难以准确封堵。

## 影响
中海油和康菲成立有一个联合管理委员会，由双方成员组成，康菲为油田作业方。根据分成合同，油田的作业方可以掌握采油进度，全面负责油田的开发生产管理。非作业方中海油，只参与工作计划和年度预算的制定、大型投资及重大变更的审批。对于中海油来说，对油井的采油规划，更看重长期价值，而对外资来说，由于有合同限制，更看重短期价值，目前还没有很好的办法来规范。中国石油勘探开发研究院专家则认为，这次渤海溢油事故，可能将对中海油广泛使用的“中外合作开发模式”形成挑战。有韩国媒体抱怨中国政府在此事故中的态度“过于秘密性和不顾邻国”“可以与日本政府在福岛事故中的态度相比”

### 对海水养殖的影响
- 仅河北省乐亭、昌黎两县的水产养殖户遭受的经济损失约为13亿元。昌黎县的新开口渔港渔民李秀亭称，从6月中旬开始，其养殖的2万笼扇贝苗出现大量死亡，捞上来的时候发现有油花。昌黎养殖协会会长王有祥与其他养殖户正在收集证据和联系律师，准备适时起诉康菲中国和中海油。王有祥8月29日告诉财新《新世纪》记者，他已经不准备起诉了。“我图个啥呢？接待律师我已经花了2000多块钱了。再说局里县里都不让上诉，副县长找我不让接。”

## 法律责任与赔偿
国家海洋局曾表态将代表国家向溢油事故责任方康菲中国索赔。提起索赔的将不仅是官方，部分养殖户和渔民同样在聘请律师，并开展了初步的证据收集工作。
- 9月6日，北京华城律师事务所召开了康菲漏油事故刑事责任新闻发布会。律师贾方义称，9月5日向山东省公安厅、山东省检察院、国家海洋局递交了要求追究康菲公司渤海漏油重大环境污染事故刑事责任、介入刑事调查的公开信。贾方义表示，声讨康菲公司的刑事责任有充分的法律依据。《中华人民共和国环境保护法》第四十三条规定：造成重大环境污染事故，导致公私财产重大损失或者人身伤亡严重后果的，对直接责任人员依法追究刑事责任。《中华人民共和国刑法》第三百三十八条规定了重大环境污染事故罪[7]。